# Cecilio Pla
Cecilio Pla y Gallardo (Valencia, 23 de noviembre de 1859-Madrid, 4 de agosto de 1934) fue un pintor español. Gran parte de su obra se encuentra en la Real Academia de Bellas Artes de San Carlos de Valencia.

## Biografía

### El pintor
En su niñez estudió música en la Escuela de Artesanos de Valencia, siguiendo los deseos de su padre que era director de banda y encargado de partituras del Teatro Principal, continuando sus estudios posteriormente en el Instituto San Pablo y en la Academia de Bellas Artes de San Carlos en Valencia.
Tras conseguir medalla de plata en la Exposición de Valencia de 1879 y otros premios, se traslada a Madrid en 1880 con su amigo Carlos Mateu. Allí ingresó en la Academia de San Fernando de Madrid, siendo además discípulo de Emilio Sala. 

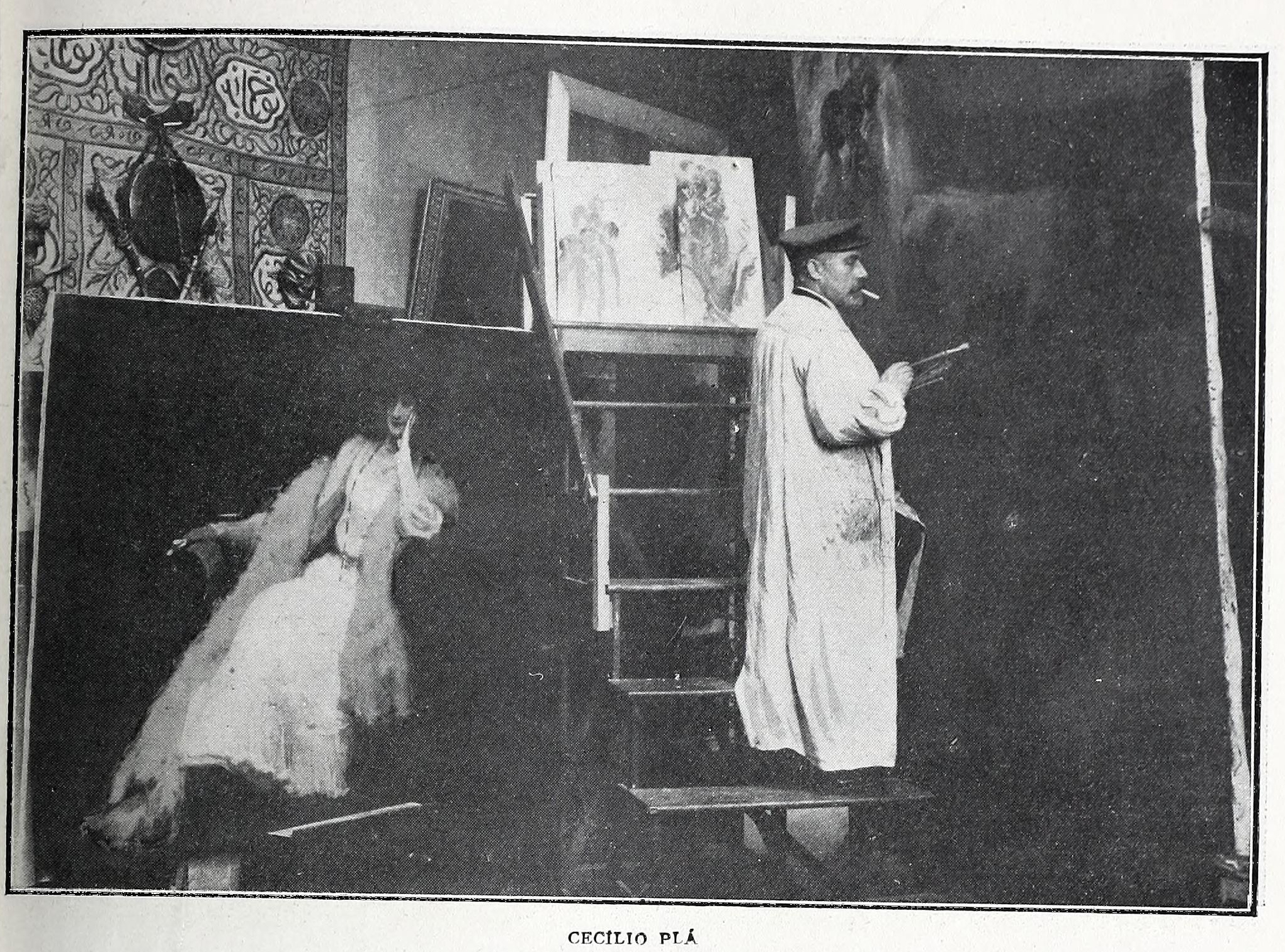
Pla en su estudio (1906)

A los veinte años de edad continuó su formación viajando por Europa. En 1880 se establece en Roma, viajando por el resto de Italia, Francia y Portugal. Desde Italia comienza a enviar obras, la mayoría de ellas escenas de género costumbristas en las que se observa la influencia de Mariano Fortuny, con las que participa en las Exposiciones Nacionales de Bellas Artes y con las que consigue numerosos galardones. Los primeros reconocimientos en dichas muestras, terceras medallas, llegaron en 1884 y 1887 por "Dante" y "El entierro de Santa Leocadia", pinturas de clara inspiración italiana. En 1892 y 1895 recibió segundas medallas, y en 1899, 1901, 1904 y 1912 otros galardones y condecoraciones. También resultó premiado con una Medalla de Honor en la Exposición de Valencia de 1899 y con la Exposición Universal de París de 1900 y en la Exposición de Valencia de 1910.

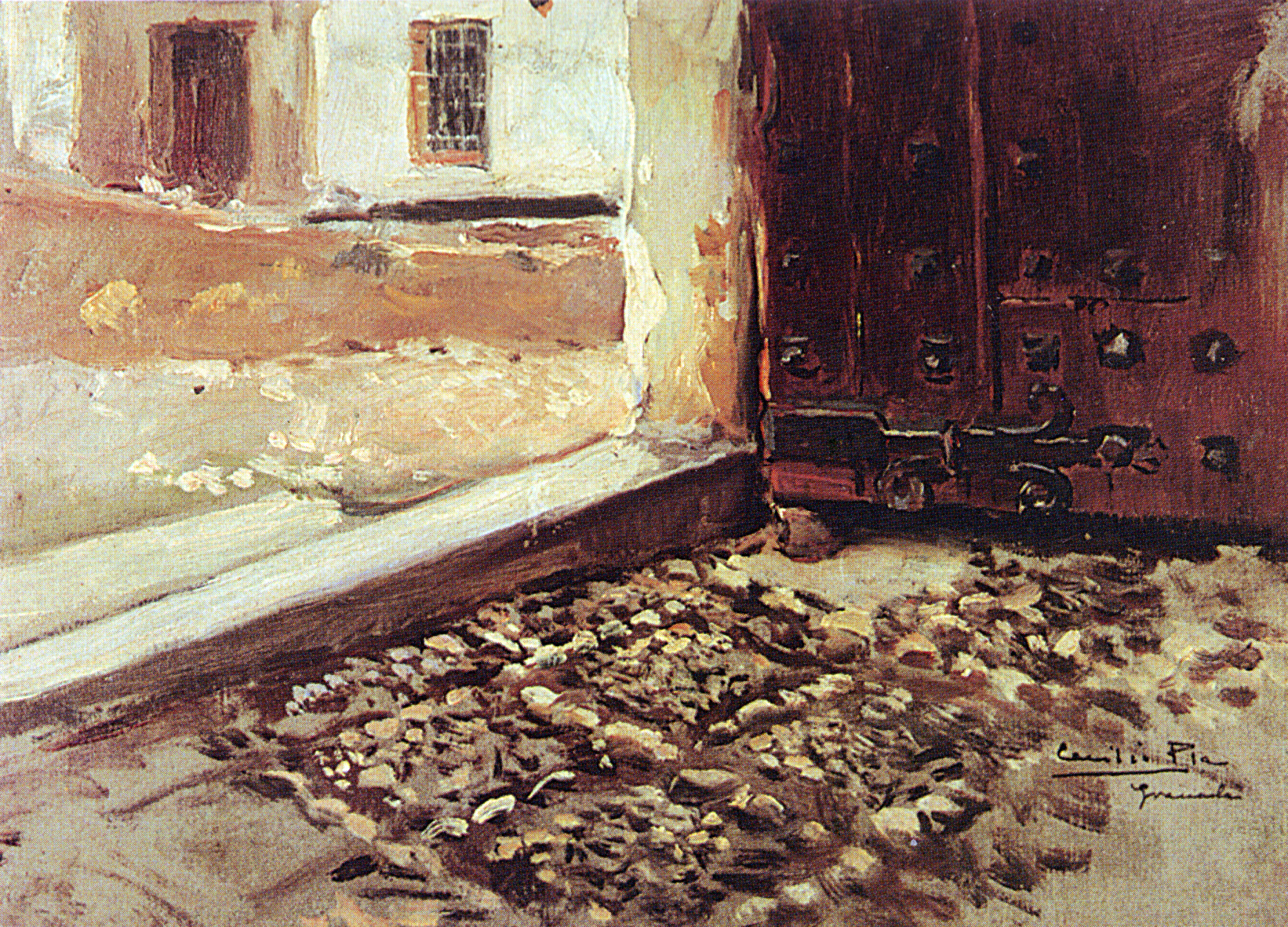
Portal de la Carrera del Darro

Su obra, a veces decorativa, goza de un dibujo cercano a la sensibilidad modernista, que alterna con otros ejemplos de pincelada impresionista.
En 1910 inició su carrera como docente en la Real Academia de Bellas Artes de San Fernando sustituyendo a Emilio Sala al frente de la cátedra de “Estética del color y procedimientos pictóricos”, que ejercería hasta su jubilación en 1931. En dicha cátedra tiene como discípulos a Cossío, Juan Gris y José María López Mezquita. Su labor teórica se vio completada con la publicación del ensayo Cartilla del arte pictórico. En 1924 es nombrado académico de San Fernando, ejerciendo su magisterio notable influencia en los círculos artísticos conservadores. 

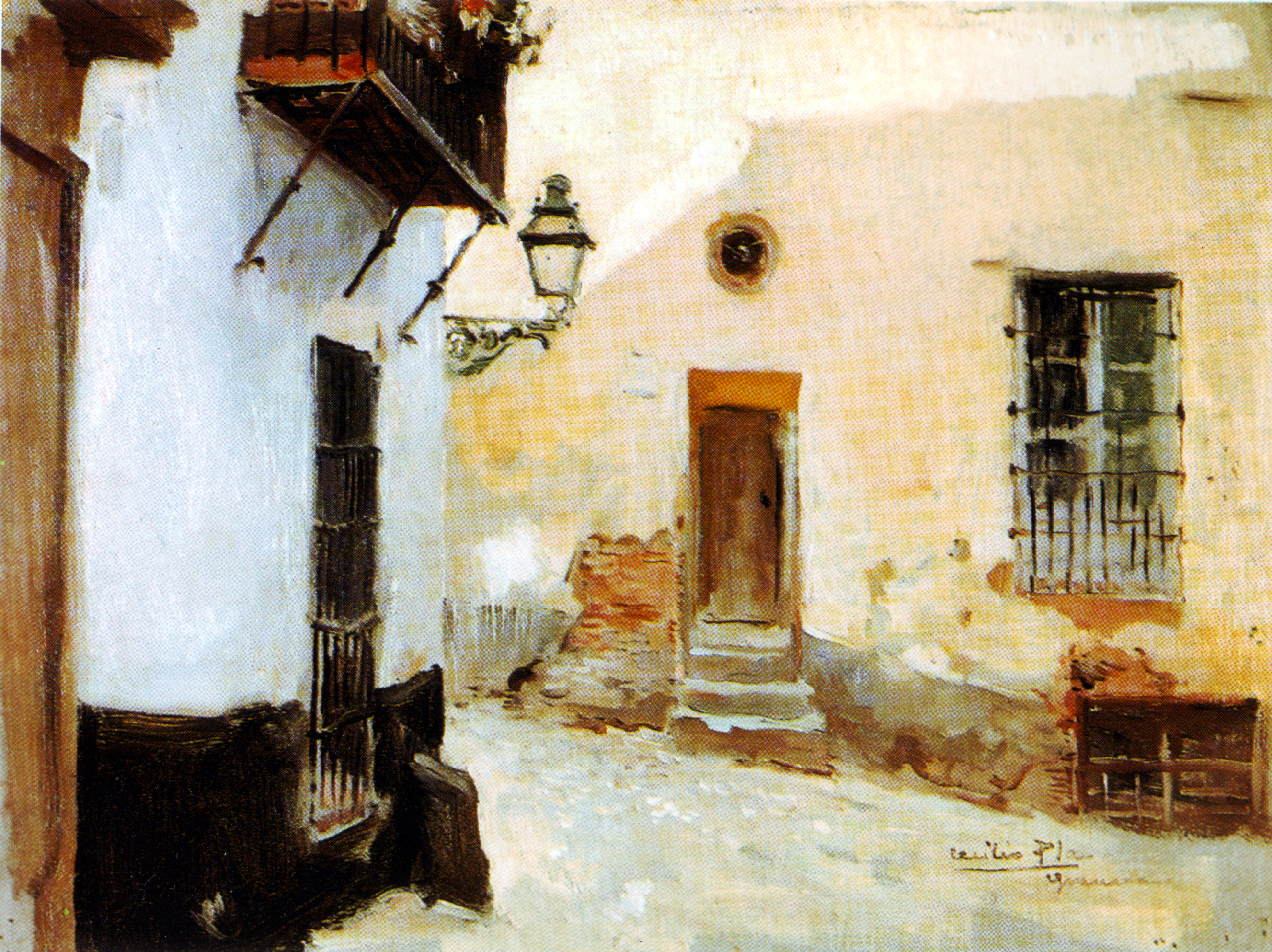
Rincón de Granada

Destacó ampliamente como dibujante, tal y como atestiguan los calendarios de Unión Española de Explosivos de 1906, 1907 y 1908. En ellos aúna el retrato burgués y el folklore valenciano con el carácter festivo de la pirotecnia y el lúdico de la caza.
Casado con Valentina Navarro Alconero (nacida en Seseña el 2 de octubre de 1880), tuvieron una hija llamada Josefa Pla Navarro, citada Pepita por su padre en las obras en las que la retrata.

### Decorador de interiores

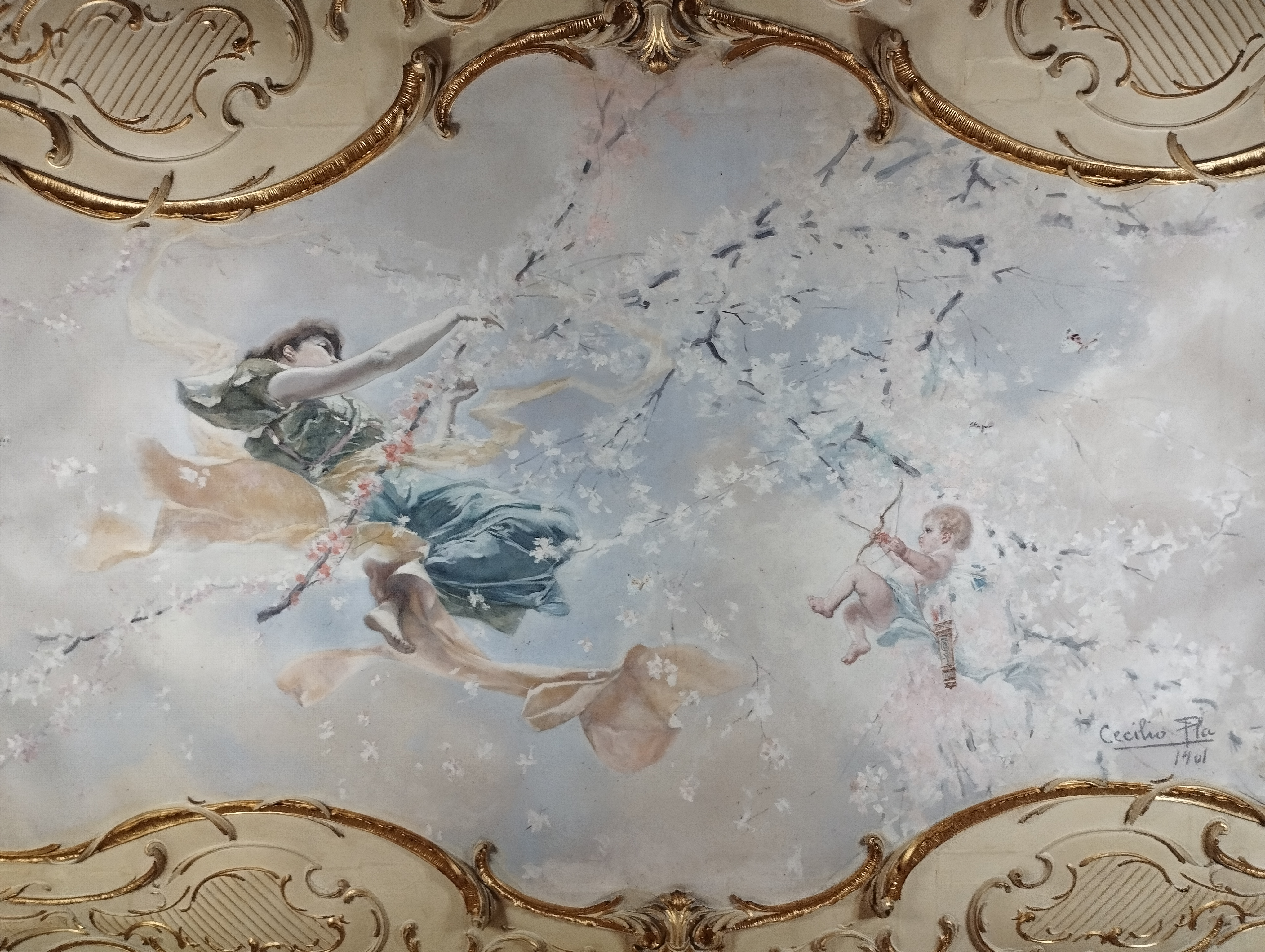
Alegoría de la primavera (1901), en el techo del salón de baile del Palacio de Aguirre en Cartagena.

Como decorador completó en solitario, debido al fallecimiento de Emilio Sala durante su realización, los murales de los salones principales del Casino de Madrid que había iniciado junto a su maestro. Otros lugares emblemáticos de la capital en los que intervino son el Círculo de Bellas Artes y el desaparecido palacio de Medinaceli de la plaza de Colón.

### Ilustrador gráfico
Es fundamental resaltar su faceta de ilustrador gráfico. Colaborando con varias revistas (El Apunte Artístico, La Ilustración Española y Americana, La Risa y Blanco y Negro). Su etapa más fecunda como ilustrador, desde 1893 hasta el 1910, coincide con los años en que se consolida como pintor y la evolución de la técnica empleada en la ilustración es paralela a la que se produce en su obra de caballete, en la que parte del realismo para llegar al naturalismo. Utiliza una línea de dibujo muy precisa, aunque en los últimos años se aprecia la evolución del autor hacia trazos menos definidos y rasgos más amplios y desdibujados.

## Características de su obra

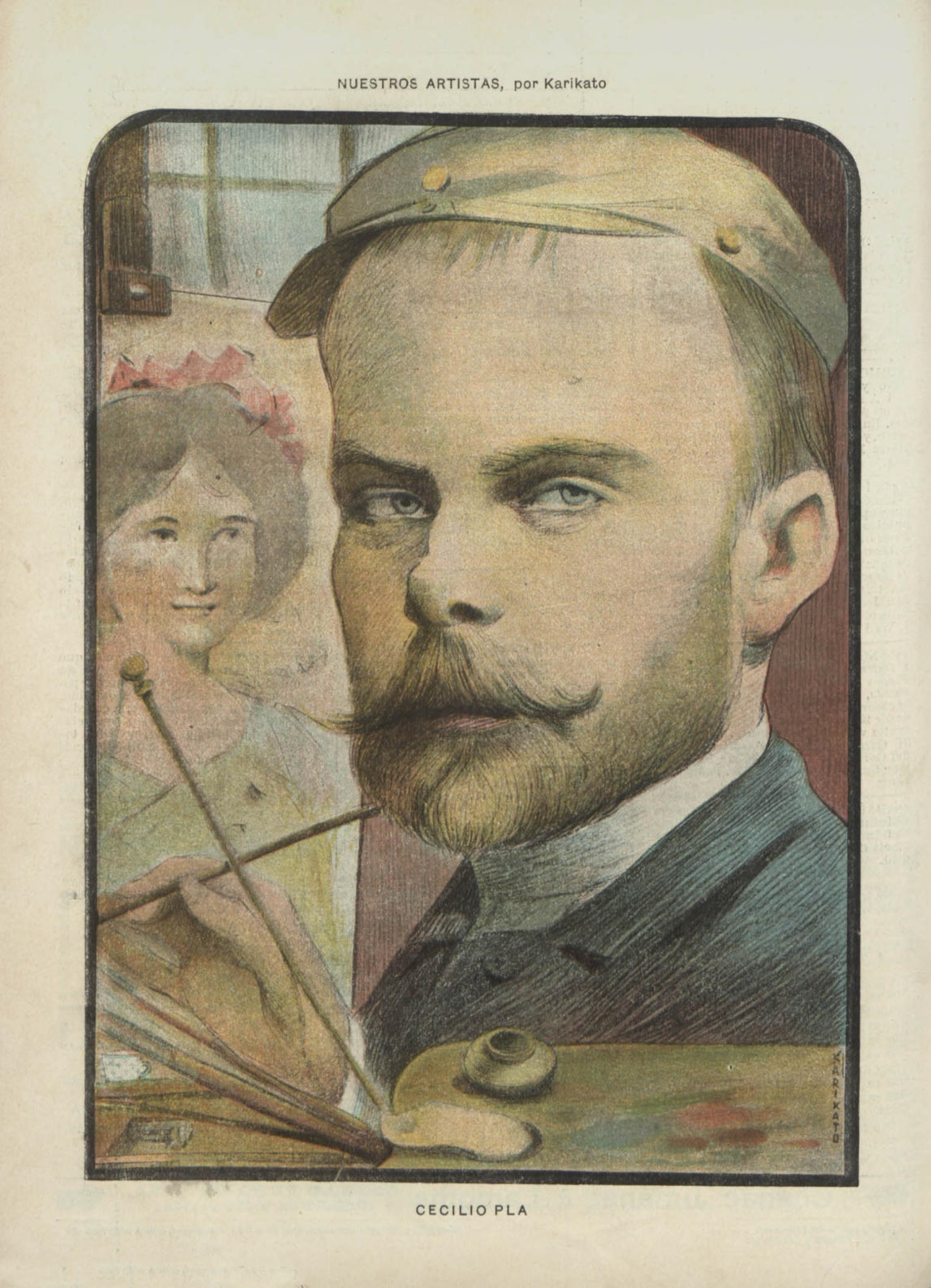
Cecilio Pla retratado por el dibujante Karikato hacia 1900

La obra de este pintor se caracteriza por una gran diversidad, tanto en temas como en ámbitos de expresión. Utilizó para pintar todo tipo de soportes (papel, cartulina, cartón, lienzo), de técnicas (óleo, gouache, acuarela, carboncillo, lápiz) y de temas (retratos femeninos, masculinos e infantiles, escenas costumbristas o populares, paisajes urbanos y rurales, interiores con luz natural y artificial y escenas en la playa). Vivió y creó en dos siglos diferentes, influido por un lado, por la luz mediterránea y por otro, por lo cotidiano de la época, el ambiente y su gente, esa nueva burguesía de principios de siglo. Todo en sus obras se ve envuelto por el detalle, que se pierde en cierto modo cuando se traslada a grandes formatos, dentro de una atmósfera donde el silencio es envolvente tanto si los personajes están en frente o en pequeños grupos, como si están vueltos de espaldas.

## Obra seleccionada

### Pintura
- Señorita con cohete (1906). Cromotografía.
- Grupo valenciano en fiesta (1907). Acuarela y gouache sobre papel.
- Cazadores (1908). Gouache sobre papel.
- Niño con tazón. Óleo sobre lienzo.
- Paisaje rural. Óleo sobre tabla.
- Escena de playa. Óleo sobre tabla.
- Pinos mediterráneos. Óleo sobre tabla.
- La Verbena (1905). Óleo sobre papel adherido a lienzo (Museo Carmen Thyssen Málaga).
- Concurso Nacional de ganados. Óleo sobre lienzo.
- A los toros. Óleo sobre lienzo.
- Escena Estival. Óleo sobre lienzo.
- Playa de Salinas, Asturias. Óleo sobre lienzo.
- Retrato de D.Prudencio de Urcullu y Zulueta. Óleo sobre lienzo.
- Retrato de Doña Ubalda Cereijo Abella. Óleo sobre lienzo.
- Vista de pueblo. Óleo sobre lienzo/tabla.
- Los isidros de Madrid (1906). Óleo sobre lienzo.[2][b]
- La Condesa de Yumuri (1906). Óleo sobre lienzo (Museo de Bellas Artes de Bilbao)[3]

### Dibujos-acuarela
- El fotógrafo. Lápiz/papel.
- Academia. Lápiz/papel.
- Copia de Wateau. Dibujo.
- Palacete junto al río. Lápiz/papel.
- Retrato de caballero. Carbón/papel.
- Personajes con sombrero. Lápiz/papel.
- Marina. Acuarela.
- Desnudo sentado. Dibujo.
- Estudio de desnudo masculino de espaldas. Carboncillo/papel.
- En el parque. Lápiz/papel.

## Cecilio Pla en el cine
En 1980, se estrenó en España la película documental Cecilio Plá, dirigida por César F. Ardavin y producida por Aro Films, S.L.